# 村田四郎 (アニメーター)
村田 四郎（むらた しろう、1947年 - 2011年9月3日）は、日本のアニメーター、イラストレーター。

## 概要
1947年（昭和22年）、山口県山口市に生まれる。
小学生の頃から図画に関する成績は優秀であり、賞状を多く授与されたとのこと。
幼少期から車好きであり、レーサー志望であった。上京後もスポーツカーに乗車し走行することを趣味とした。
中学卒業後、上京し東映動画（後の東映アニメーション）に就職、大塚康生に師事する。当時村田の兄が警察関係者であり、大塚自身も麻薬取締官を経験したのもあり、互いに知り合いであった。四郎が上京し漫画の仕事に就きたい旨、兄が連絡したとのこと。作画の腕が良く、仕上がりの速さ等で評判だったという。
しばらく東映動画で活動後、1964年（昭和39年）に退社し、山本アニメーション研究所（後のチルドレンズ・コーナー）に移籍。弱冠17歳で『おそ松くん』等の作品の作画監督の指揮を執る。
1968年（昭和43年）にチルドレンズ・コーナーが解散し、東映動画に戻る。木村圭市郎に師事し『タイガーマスク』等の作品を原画・作画監督として担当する。
その後フリーランスに転身し、1993年頃まで日本テレビ動画の『ドラえもん』、和光プロダクションの『合身戦隊メカンダーロボ』等、会社規模が小さく、制作リソースが限られた現場への原画・作画監督・作業支援役として活躍する。中でも、国際映画社の『宗谷物語』では全話のキャラクターデザインと作画監督を担当した。
1974年（昭和49年）、瑞鷹エンタープライズで合作作品に携わったことを転機に、ドイツのミュンヘンに渡り、ジョン・ハラスのもと1年間作画監督をとる。
ドイツから帰国後、イージー・ワールド・プロ（後のイージー・フイルム）の作画部門の立ち上げに参加。その後も日本での活躍の合間に台湾や韓国へ作画監督として出向し、現地のアニメーターを指導しながら様々な作品に携わる。
その後、岩崎書店『赤毛のアン』の挿絵の仕事を引受けた事をきっかけに挿絵画家に転身、はやみねかおる著『卒業 〜開かずの教室を開けるとき〜』の挿絵を最期に、2011年（平成23年）9月3日死去。

## 担当作品

### アニメーション
- おそ松くん
- おちゃめ神物語コロコロポロン
- さすらいの太陽
- ななこSOS
- ふたり鷹
- まいっちんぐマチコ先生
- まんが猿飛佐助
- アタックNo.1
- アニメンタリー 決断
- アニメーション
- カリメロ
- ジョニーサイファー
- スーキャット
- タイガーマスク
- ドラえもん
- ニルスのふしぎな旅
- ピンク・レディー物語 栄光の天使たち
- レインボー戦隊ロビン
- 亜空大作戦スラングル
- 合身戦隊メカンダーロボ
- 宇宙戦艦ヤマトIII
- 宇宙空母ブルーノア
- 宗谷物語
- 小さなアヒルの大きな愛の物語 あひるのクワック
- 新みつばちマーヤの冒険
- 楽しいムーミン一家
- 海底超特急マリンエクスプレス
- 男どアホウ!甲子園
- 科学忍者隊ガッチャマン
- 空手バカ一代
- 超スーパーカー ガッタイガー
- 銀河疾風サスライガー
- 長くつ下のピッピ
- 魔境伝説アクロバンチ
- 魔女っ子チックル

### 映画
- 哀しみのベラドンナ

### 挿絵
- L・M・モンゴメリー作 村岡花子訳 『赤毛のアン』(岩崎書店)
- 中村ルミ子作 『ママがエリコでエリコがママで』(岩崎書店)
- フランシス・ホジソン・バーネット作 山本藤枝訳 『秘密の花園』(岩崎書店)
- 本田昌子作『未完成ライラック』(岩崎書店)
- はやみねかおる 作 『名探偵夢水清志郎事件ノート』シリーズ（講談社 青い鳥文庫）
- 楠木誠一郎 作『タイムスリップ探偵団』シリーズ（講談社 青い鳥文庫）
- 赤川次郎 作『ト短調の子守唄』より『親友』（光村図書出版 中学校国語科教科書）